# Sebevraždy v Řecku

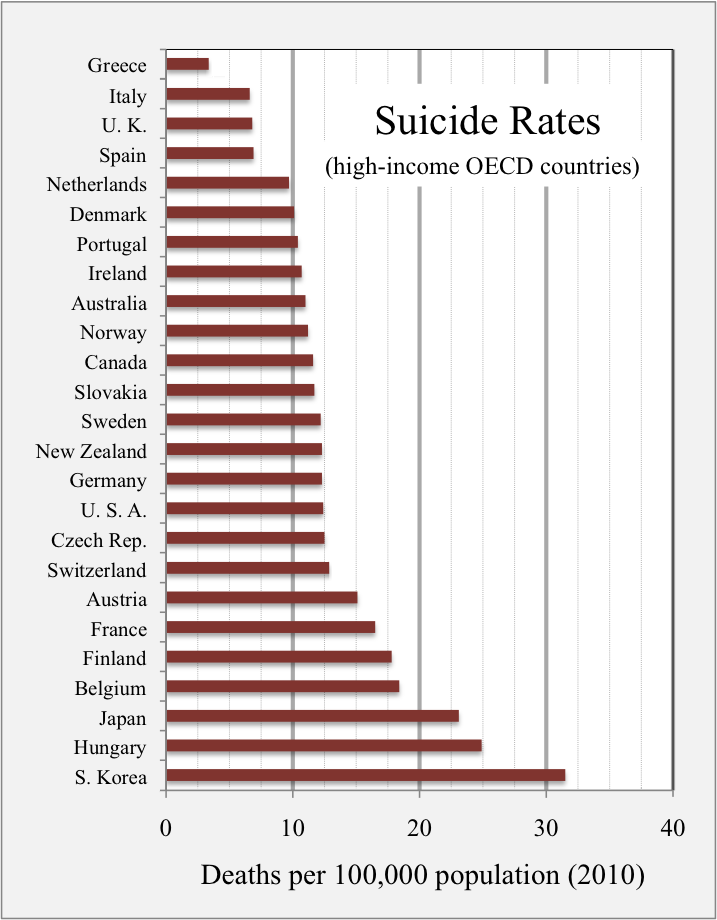
Řecko má jeden z nejnižších sebevražedných stupňů ze všech vyspělých zemí.

Řecko není považováno za zemi s vysokým stupněm sebevražd. Podle výzkumu, provedeného WHO v roce 2012, bylo v Evropě zemí s nejmenším počtem sebevražd na 100 tisíc obyvatel. Míra sebevražd v Řecku patří také k nejnižším na světě, což je připisováno různým faktorům, jako je mentalita řecké společnosti a klima.
K sebevraždám docházelo častěji v dřívějších obdobích řecké historie, například během řecké občanské války v roce 1946, kdy mnoho lidí přišlo o své příbuzné. Existují také případy, jako byl Dimitris Christoulas nebo 45letý učitel Savvas Metoikidis, jejichž sebevražda byla formou protestu proti současné ekonomické situaci v Řecku.
Některé zdroje nicméně naznačují, že počet sebevražd může být podhodnocen, protože sebevraždy mohou být někdy rodinnými příslušníky tajeny z náboženských nebo jiných důvodů.
| Rok  | Počet |
| ---- | ----- |
| 1999 | 381   |
| 2000 | 382   |
| 2001 | 334   |
| 2002 | 323   |
| 2003 | 375   |
| 2004 | 353   |
| 2005 | 400   |
| 2006 | 402   |
| 2007 | 328   |
| 2008 | 373   |
| 2009 | 391   |
| 2010 | 377   |
| 2011 | 477   |
| 2012 | 508   |
| 2013 | 533   |
| 2014 | 565   |
| 2015 | 529   |
| 2016 | 484   |
| 2017 | 465   |
| 2018 | 567   |
| 2019 | 530   |

## Sebevraždy podle regionu a metod
Regionem s nejvyšší mírou sebevražd v Řecku je Kréta, následovaná Thesálií a Attikou na druhém a třetím místě.
Nejčastějšími sebevražednými metodami jsou oběšení a skok z výšky.

## Pohlaví a věk
Stejně jako v případě mnoha jiných zemí je podíl sebevražd mužů (76 %) vyšší než žen (24 %).
Věkové skupiny s nejvyšším množstvím sebevražd jsou lidé ve věku 60–64 let, 80 let a více.
Mezi sebevraždy mladých lidí patří smrt 20leté judistky Eleni Ioannou v roce 2004 a smrt 25letého fotbalisty Giannise Koskiniatise v roce 2008. V roce 2012 spáchala sebevraždu také 36letá žena skokem z balkonu v 6. patře v městské části Pangrati v Athénách.

## Řecká intervenční horká linka k prevenci sebevražd
V Řecku existuje organizace, která se snaží předcházet sebevraždám. Lidem, kteří uvažují o sebevraždě nebo znají někoho, kdo trpí těžkou depresí, doporučuje, aby zavolali na telefonní číslo 1018.